# Александер Міхал Лащ
Александер Міхал Адам Лащ-Тучапський (*Aleksander Michał Łaszcz, бл. 1650/1653 —1720) — державний та військовий діяч Речі Посполитої.

## Життєпис
Походив з впливового польського шляхетського роду Лащів гербу Правдич. Син Самуїла Лаща, стражника коронного, та Гелени Гумецької. Народився між 1650 та 1653 роками. Розпочав свою кар'єру при дворі короля Яна III Собеського. Одружився з представницею роду Дубровицьких. Невдовзі отримав посаду ротмістра королівського.
У 1683 році на чолі коронної корогви звитяжив у Віденській битві під орудою короля Яна III. Того ж року стає старостою грабовецьким, а 1690 року — старостою ясельським. Після смерті дружини у 1693 році взяв шлюб зі шляхтянкою з роду Моджевських. У 1696 році був послом воєводства белзького на конвакційному сеймі.
У 1699 році призначається каштеляном Белзького замку. У 1704 році увійшов до Сандомирської конфедерації. У 1710 році стає воєводою белзьким. У 1715 році отримав орден Білого Орла. Помер у 1720 році на посаді белзького воєводи.

## Родина
- Юзеф, канонік
- син (помер при народженні)
- Маріанна  (д/н—1731), дружина Станіслава Потоцького, київського воєводи